# Amplificateur micro téléphonique
Dès le début du XXe siècle. L'amateur de TSF qui possède un poste à galène, et qui commence à entendre quelques stations de radiodiffusion.
Souhaite entendre plus fort, puis entendre tellement fort qu'il n'aura plus besoin de mettre l'oreille à l'écouteur et qu'il pourra, sans application de casque audio faire écouter la TSF à ses amis sur haut-parleur avec un amplificateur micro téléphonique.

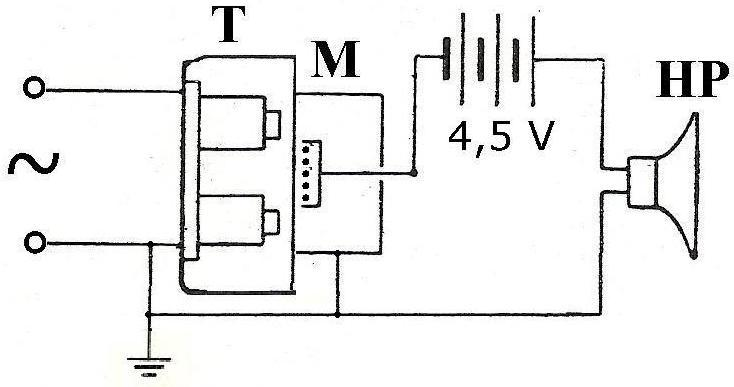
Principe de l'amplificateur micro téléphonique.

## Historique
- 1913: Graham Bell lui-même posa le principe de l'amplificateur micro téléphonique[1].
- 1915: Dans les stations fixes, l'amplificateur micro téléphonique est progressivement supplanté par l'amplificateur audio à tube électronique. Dans les stations portables, l'amplificateur micro téléphonique persiste.
- 1950: L'amplificateur micro téléphonique est totalement supplanté par le transistor.

## Applications
L'amplification micro téléphonique est limitée dans ses applications au seul renforcement des postes déjà reçus. L’amplification est bonne, l'utilisation facile, très sûre, très stable, mais de construction extrêmement délicate.

## Principe
Un écouteur de téléphone accouplé par une même membrane à un « microphone au charbon » modulant l'électricité (d'une pile) pour alimenter le haut-parleur.
Les deux figures représentent le schéma du montage théorique 
- T est le téléphone de réception ordinaire,
- M le microphone très sensible influencé.
- HP haut-parleur.

Description.

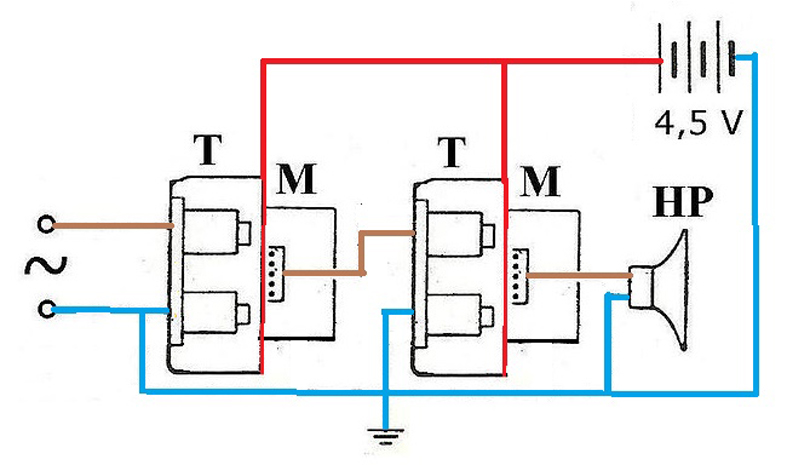
Amplificateur micro téléphonique en deux étages en cascade.

Composé de deux éléments micro téléphoniques en série, l'amplificateur atteint le maximum de sensibilité possible. Les éléments microphoniques sont formés de cupules de carbone de quelques millimètres de diamètre servant de support à une nappe régulière de granules de carbone en nombre fixe et déterminé, de telle sorte que le nombre des points de contact demeure invariable.

Dans ces conditions et pour une construction extrêmement soignée, la stabilité du système est bonne, de telle sorte qu'il peut servir d'avertisseur et de haut-parleur, et même de relais inscripteur.

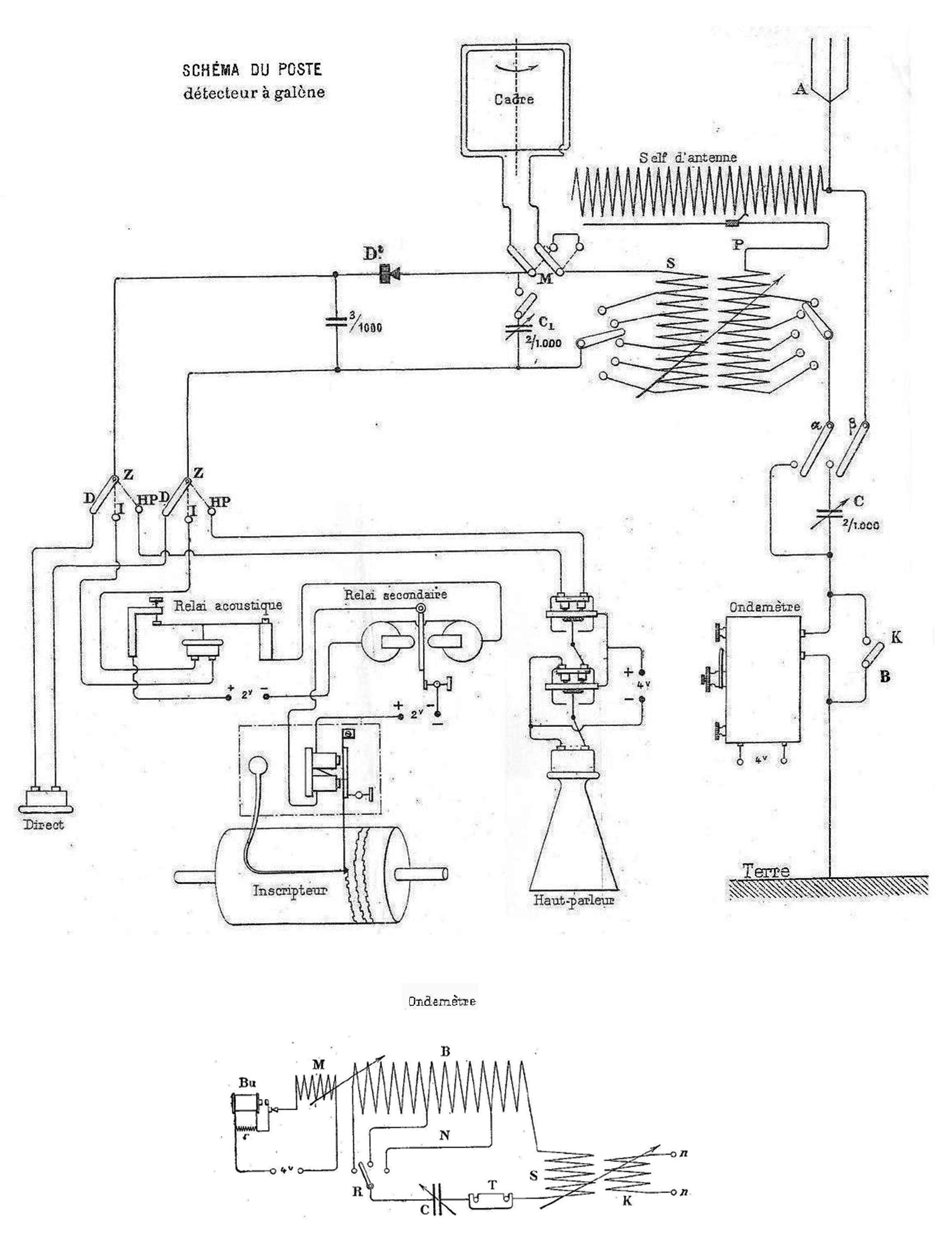
Application sur un poste à galène vers 1914.